# Stefano Tessarin
Stefano Tessarin (Sesto San Giovanni, 20 dicembre 1962) è un chitarrista e compositore italiano.

## Biografia

### 1979 - 1980: Adolescenza e Kaos Rock
Stefano Tessarin iniziò a muovere i primi passi nel mondo della musica nel 1979, all'interno del centro sociale Santa Marta di Milano come chitarrista dei Kaos Rock, la band capitanata da Gianni Muciaccia. All'interno del Santa Marta, tra gli insegnanti di musica vi era Demetrio Stratos degli Area. Il 13 giugno 1979 vide il decesso di Demetrio Stratos, ed il comune di Milano assieme alla Cramps Records di Gianni Sassi gli volle dedicare un concerto celebrativo che radunò oltre 60.000 persone ed a cui parteciparono tra gli altri anche i Kaos Rock. Del concerto rimane l'album dal vivo 1979 Il concerto - Omaggio a Demetrio Stratos che vede la registrazione live di Basta Basta con Stefano Tessarin alla chitarra che all'epoca aveva solo 16 anni. Di li a poco Tassarin lasciò la band per partecipare prima al tour di Alberto Camerini, tramite il quale ebbe contatti con Pino Daniele, Donatella Rettore, Amanda Lear, Renato Zero ed altri artisti della scena pop italiana di allora, prima di essere ingaggiato dai nascenti Vanadium nel 1981.
In questi anni di formazione, importanti furono i primi concerti metal come il concerto degli AC/DC con Bon Scott alla voce e Judas Priest di Zurigo nel 1979, e nel 1980, il concerto di Lione dei Van Halen ed il concerto francese dei Rainbow, i Saxon a Torino ed ancora il concerto dei Kiss a Milano, che suonarono assieme agli allora giovanissimi Iron Maiden.

### Vanadium
Chitarrista mancino del genere hard rock, ha la caratteristica quasi unica di suonare con l'accordatura da destro: in tal modo le corde basse si trovano sotto mentre i cantini nella parte alta della tastiera. Ha fondato nel 1981 il gruppo musicale hard rock Vanadium, uno dei primi complessi italiani a seguire questo flusso musicale e l'unico ad ottenere un contratto discografico con la casa Durium, riscuotendo molto successo sia in Italia che all'estero. Metal Rock (1982), l'album di debutto, vendette 8 000 copie riscuotendo un notevole successo, portato avanti poi dai successori A Race with the Devil (1983) e Game Over (1984), raggiungendo con quest'ultimo il picco record di 54 000 copie vendute solo in Italia. Seguirono il live album On Streets of Danger (1985), primo live album mai pubblicato da una metal band italiana, e Born to Fight (1986), registrato in Inghilterra sotto la guida del produttore Louis Austin (Deep Purple, Judas Priest, Queen, Thin Lizzy).
Il successivo Corruption of Innocence (1987), prodotto da John Faraci, avvicinò il quintetto al metal americano riconfermando il loro successo, al quale è da accostare però il duro colpo ricevuto dal fallimento della Durium, che li costrinse a cambiare etichetta e pubblicare il loro album successivo (ed ultimo prima del primo scioglimento) Seventheaven sotto la Green Line/Ricordi. Sciolti nel 1990, si rincontreranno in una breve riunione nel 1995 per pubblicare l'album Nel cuore del caos, che ha la particolarità d'essere cantato interamente in italiano (nelle liriche la mano del poeta Norman Zoia), per l'etichetta NAR International.

### Diumvana
Dal 2000 al 2008 militò nei Diumvana, esibendosi in vari locali e club del Nord Italia. Si sciolsero il 26 gennaio 2008.

### Rustless
Il suo nuovo progetto, Rustless, comprende nella formazione Marcello Suzzani (basso), ex-Diumvana, Elisa Stefanoni (voce, flauto) Roberto Zari (voce) insieme a Lio Mascheroni (batteria) e Ruggero Zanolini (tastiere), già impegnati precedentemente con Stefano nei Vanadium. In seguito la formazione cambia con Emanuele Panza (basso), Roberto Zari (voce), Lio Mascheroni (batteria), Steve Tessarin (chitarra), Ruggero Zanolini (tastiere). La band, ospite a Radio Lombardia, fa ascoltare il nuovo singolo "Summer Rain".

## Discografia

### Con i Vanadium
- 1982 - Metal Rock
- 1983 - A Race with the Devil
- 1984 - Game Over
- 1985 - On Streets of Danger (live)
- 1986 - Born to Fight
- 1987 - Corruption of Innocence
- 1989 - Seventheaven
- 1995 - Nel Cuore del Caos

### Con i Rustless
Album in studio
- 2008 - Start from the past
- 2010 - Silent scream
- 2014 - Guardian Angel
- 2019 - Awakening

Singoli
- 2008 - Sand Of Times